# Sono il Numero Quattro
Sono il Numero Quattro (I Am Number Four) è un romanzo di fantascienza per ragazzi scritto da Jobie Hughes e James Frey usando lo pseudonimo di "Pittacus Lore", uno dei personaggi del romanzo stesso. Fa parte della serie letteraria Lorien Legacies. È il primo di una serie composta da sette libri.

## Trama
Nove bambini vengono fatti scappare dal pianeta Lorien quando questo viene attaccato dagli abitanti di Mogadore; il piano è quello di far sviluppare loro le capacità, che arriveranno, raggiunta l'adolescenza sulla Terra, e poi farli tornare su Lorien una volta pronti per riconquistarlo. I Mogadorian danno loro la caccia sulla Terra, ma i nove sono protetti da un incantesimo: possono essere uccisi solo a patto di seguire l'ordine dei numeri loro assegnati.
Dopo l'uccisione dei primi tre, Numero Quattro deve scappare e nascondersi in città sempre diverse. Si rifugia quindi a Paradise, in Ohio, con il suo custode Henri, prendendo il nome di John Smith. Ma qualcosa è diverso dalle altre volte: qui incontrerà il suo primo amore e il suo primo vero amico; per questo motivo si ritroverà a dover decidere se scappare o rimanere nonostante il grande rischio di essere ucciso.

## Distribuzione
Il romanzo è stato pubblicato il 3 agosto 2010 in lingua originale; in Italia è stato pubblicato il 3 febbraio 2011. Nel giugno del 2010 la DreamWorks ha acquistato i diritti del romanzo e ne ha fatto un film omonimo, uscito in Italia il 18 febbraio 2011.